# Scoturopsis
Scoturopsis is een geslacht van vlinders van de familie tandvlinders (Notodontidae), uit de onderfamilie Dioptinae.

## Soorten
- S. basilinea Hering, 1925
- S. seitzi Hering, 1925